# Waikiki Wedding
Waikiki Wedding es una película musical dirigida por Frank Tuttle en 1937, y protagonizada por Bing Crosby, Bob Burns, Martha Raye y Shirley Ross, especialmente recordada por incluir la canción Sweet Leilani compuesta por Harry Owens e interpretada en la película por Bing Crosby. Dicha canción ganó el premio Óscar a la mejor canción original superando a otras cuatro canciones que también estaban nominadas ese año.